# Paul de Roux
Pour les articles homonymes, voir de Roux.
Cet article possède un paronyme, voir Paul Roux (homonymie).
Paul de Roux, né à Nîmes le 16 septembre 1937, et mort le 27 août 2016 à Marseille, était un écrivain, poète et traducteur français.

## Biographie
Il travailla dans les services encyclopédiques de diverses maisons d’éditions, notamment les Éditions Robert Laffont pour le Nouveau Dictionnaire des œuvres de tous les temps et tous les pays (1994) dont il était le rédacteur en chef. 
En 1969 il a fondé la revue littéraire La Traverse en compagnie de quelques amis comme Henri Thomas, Bernard Noël, Georges Perros, Pierre Leyris, Jean Queval, et à laquelle se sont joints des poètes et/ou écrivains comme André Dhôtel, Roger Munier ou Pierre-Albert Jourdan… 
Depuis 1980, il a publié de nombreux recueils de poèmes chez Gallimard, Le Temps qu'il fait, L'Alphée, etc., cinq volumes de carnets, le roman Une double absence et plusieurs écrits sur la peinture (monographies sur Fantin-Latour, Ingres et Pissarro). 
Son recueil Les Pas, paru en 1984, reçoit deux ans plus tard le Grand Prix de poésie de l'Académie française. 
On lui doit une traduction en français de Hyperion de Keats.

## Œuvres

### Ouvrages littéraires
- Entrevoir, Gallimard, 1980
- Le Couloir, L'Apprentypographe, Belgique, 1984
- Les Pas, Éditions de l’Alphée, 1984

- Grand Prix de Poésie 1986 de l’Académie française Réédition en 2022, avec une préface de Jacques Réda, Éditions Le Silence qui roule.
- Au jour le jour, carnets 1974-1979, Le Temps qu’il fait, 1986
- Le Front contre la vitre, Gallimard, 1987
- Au jour le jour II, Les intermittences du jour, carnets 1984-1985, Le Temps qu’il fait, 1989
- Poème des saisons (avec des dessins de Gabrielle de Roux), Le Temps qu’il fait, 1989
- Poèmes de l'aube, Gallimard, 1990
- Bestiaire familier (avec des photographies de Monique Tirouflet), Le Temps qu’il fait, 1992
- La Halte obscure, Gallimard, 1993
- Visites à Simon Vouet, Deyrolle, 1993
- Le Soleil dans l'œil, Gallimard, 1998

- Prix Paul-Verlaine 1999 de l’Académie française
- Une double absence (roman), Gallimard, 2000
- Paysage en cours, Atelier La Feugraie, 2000
- Allers et retours, Gallimard, 2002

- Prix Théophile Gautier 2003 de l’Académie française
- Au jour le jour III, carnets 1985-1989, Le Temps qu’il fait, 2002
- À la dérobée, poèmes, Gallimard, 2005
- Au jour le jour, IV, carnets 1989-2000, Le Temps qu’il fait, 2005
- Au jour le jour 5, carnets 2000-2005, préface de Gilles Ortlieb, Le Bruit du temps, 2014

Réédition
- Entrevoir suivi de Le Front contre la vitre et de La Halte obscure, Poésie/Gallimard, 2014

### Livres d'artistes à tirage limité
- Nuages, illustrations de Jean-Marie Queneau, Editions de la Goulotte, 1994.
- Cycladique ancien, illustrations de Jacques Bibonne, Editions de la Goulotte, 1999.
- Aperçus, illustrations de Benoît de Roux, Au Petit Poète Illustré, 2004.

### Monographies
- Fantin-Latour, figures et fleurs, Herscher, 1995
- Pissarro, villes et campagnes, Herscher, 1995
- Ingres, Herscher, 1996

### Traduction
- Hyperion de John Keats (traduit par Paul de Roux), La Dogana, Genève, 1989 ; réédition en 2010.